# گاوگوزن لیختن‌اشتاین
گاوگوزن لیختن‌اشتاین (نام علمی: Alcelaphus lichtensteinii) نام یک گونه از زیرخانواده گاوگوزنیان است.